# Tscherkaske (Nowomoskowsk)
Tscherkaske (ukrainisch Черкаське; russisch Черкасское Tscherkasskoje) ist eine Siedlung städtischen Typs in der Ukraine mit etwa 4250 Einwohnern (2018).

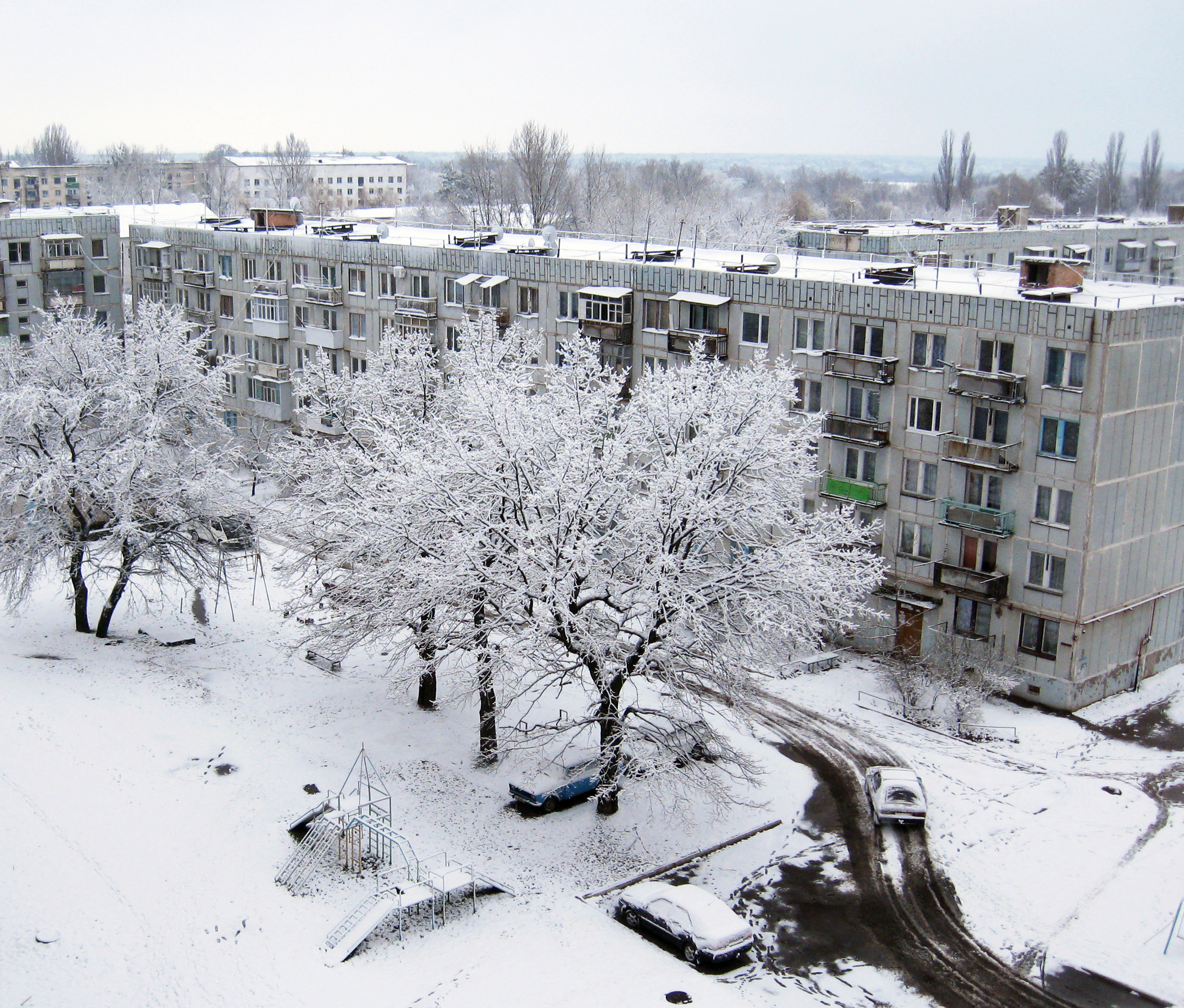
Szenerie in Tscherkaske

Die Siedlung liegt im Rajon Nowomoskowsk in der zentralukrainischen Oblast Dnipropetrowsk 20 km nordöstlich vom Rajonzentrum Nowomoskowsk.
Der Ort wurde 1949 als Siedlung für die Angehörigen eines Militärbataillons unter dem Namen Nowe gegründet, 1957 wurde sie dann schon zu einer Siedlung städtischen Typs erhoben, 1958 dann in Anlehnung an die Rückeroberung von Tscherkassy durch die ansässige Militäreinheit in Tscherkaske umbenannt.

## Verwaltungsgliederung
Am 12. Juni 2020 wurde das Siedlung zum Zentrum der neugegründeten Siedlungsgemeinde Tscherkaske (Черкаська селищна громада/Tscherkaska selyschtschna hromada). Zu dieser zählen auch die Siedlung städtischen Typs Hwardijske, bis dahin bildete sie die gleichnamige Siedlungsratsgemeinde Tscherkaske (Черкаська селищна рада/Tscherkaska selyschtschna rada) im Zentrum des Rajons Nowomoskowsk.
Folgende Orte sind neben dem Hauptort Tscherkaske Teil der Gemeinde:
| Name                     | Name        | Name                       |
| ukrainisch transkribiert | ukrainisch  | russisch                   |
| ------------------------ | ----------- | -------------------------- |
| Hwardijske               | Гвардійське | Гвардейское (Gwardeiskoje) |